# Fred Grasnick
Fred Grasnick (* 30. September 1930 in Berlin; † 4. Januar 1996 ebenda) war ein deutscher Schauspieler, Regisseur und Intendant.

## Leben
Fred Grasnick wurde als Sohn eines Schlachters und Brauereifahrers in Berlin geboren. Hier ging er in eine Volksschule, deren Besuch er im Zweiten Weltkrieg unterbrechen musste, da er in den Sudetengau evakuiert wurde, wo er in der Landwirtschaft arbeiten musste. Nach Ende des Krieges schloss er seine Schulausbildung ab und arbeitete nebenbei als Bauarbeiter, Zeichner und Statiker. Ein begonnenes Studium der Slawistik und Psychologie brach er ab, um bei Helene Weigel und Bertolt Brecht ein Schauspielstudium aufzunehmen. Er wurde Meisterschüler der Weigel, spielte am Berliner Ensemble und am Theater der Freundschaft, ging von 1960 bis 1970 als Schauspieler und Regisseur nach Meiningen, wo er ab 1965 als Oberspielleiter eingesetzt war. In der Spielzeit 1970/1971 arbeitete er als Oberspielleiter am Theater in Stralsund und wurde 1971 als Intendant nach Greifswald berufen, wo er bis 1979 blieb. Anschließend arbeitete er bis 1985 als Schauspieldirektor in Meiningen und ging danach wieder an das Stralsunder Theater.
Fred Grasnick war er mit der Schauspielerin Helga „Helli“ Ohnesorge verheiratet.

## Filmografie
- 1959 Bevor der Blitz einschlägt

## Theater

### Regie
- 1960: Manfred Richter: Die Insel Gottes – (Haus der Presse, Theatersaal Berlin)
- 1965: Martin Walser: Eiche und Angora – (Das Meininger Theater)
- 1965: William Shakespeare: Romeo und Julia – (Das Meininger Theater)
- 1966: Jewgeni Schwarz: Der Drache – (Das Meininger Theater)
- 1966: Hans José Rehfisch: Nickel und die 36 Gerechten – (Das Meininger Theater)
- 1968: Manfred Freitag/Joachim Nestler: Seemannsliebe – (Das Meininger Theater)
- 1975: Nordahl Grieg: Aber Morgen – (Theater Greifswald)
- 1980: Friedrich Schiller: Maria Stuart – (Das Meininger Theater)
- 1980: Alexander Stein: Hotel Astoria – (Das Meininger Theater)
- 1981: Johannes R. Becher: Winterschlacht – (Das Meininger Theater)
- 1981: Johann Wolfgang von Goethe: Faust I – (Das Meininger Theater)
- 1982: Johann Wolfgang von Goethe: Faust II – (Das Meininger Theater)
- 1984: Friedrich Dürrenmatt: Die Wiedertäufer – (Das Meininger Theater)
- 1985: Johannes R. Becher: Winterschlacht – (Landestheater Dessau)
- 1987: Gerhart Hauptmann: Atriden-Tetralogie – (Stralsunder Theater)
- 1988: Carl Zuckmayer: Der Hauptmann von Köpenick – (Stralsunder Theater)
- 1989: Gunther Beth/Alan Cooper: Der Neurosen-Kavalier – Regie mit Georg Lichtenstein – (Stralsunder Theater)
- 1990: Christoph Hein: Lassalle fragt Herrn Herbert nach Sonja – (Stralsunder Theater)

### Darsteller
- 1957: Anna Elisabeth Wiede: Das Untier von Samarkand – Regie: Josef Stauder (Theater der Freundschaft)
- 1958: Virgil Stoenescu/Oktavian Sava: Betragen ungenügend (Tarzan) – Regie: Josef Stauder (Theater der Freundschaft)
- 1958: Wera Küchenmeister/Claus Küchenmeister: Damals 18/19 (Matrose) – Regie: Lothar Bellag
- 1959: Sergei Michalkow: Der Sonderauftrag – Regie: Ludwig Friedrich (Theater der Freundschaft)
- 1959: Alexej Arbusow: Der weite Weg (Maxim) – Regie: Erwin Arlt (Theater der Freundschaft)
- 1959: Wiktor Rosow: Hals- und Beinbruch (Alexej) – Regie: Peter Fischer (Theater der Freundschaft)
- 1959: Werner Heiduczek: Jule findet Freunde – Regie: Helmut Hellstorff (Theater der Freundschaft)
- 1962: Günter Görlich: Die Ehrgeizigen (Paul Gerken) – Regie: Kurt Rabe (Theater der Freundschaft)
- 1962: Tatjana Sytina: Erste Begegnung (Ein Seemann) – Regie: Kurt Rabe (Theater der Freundschaft)
- 1962: Hanuš Burger/Stefan Heym: Tom Sawyers großes Abenteuer – Regie: Hanuš Burger (Theater der Freundschaft)
- 1963: Alecu Popovici: Dem Jungen in der zweiten Reihe (Der Regisseur) – Regie: Lucian Giurchescu (Theater der Freundschaft)
- 1963: Friedrich Wolf: Die Matrosen von Cattaro (Fliegermaat Stonawski) – Regie: Kurt Rabe (Theater der Freundschaft)
- 1963: Günther Deicke: Was ihr wollt (Narr) – Regie: Heiner Möbius (Theater der Freundschaft)
- 1963: Hans-Albert Pederzani: Unser kleiner Trompeter (Paul Hepner) – Regie: Rainer R. Lange (Theater der Freundschaft)
- 1964: Samuil Marschak: Das Tierhäuschen (Fuchs) – Regie: Heiner Möbius (Theater der Freundschaft)
- 1964: Hanuš Burger: La Farola (Quatro Ojos) – Regie: Kurt Rabe (Theater der Freundschaft)
- 1965: Pol Quentin/Georges Bellak: Football – Regie: Günter Wolf (Theater der Freundschaft)
- 1966: Heinz Kahlau: Das Märchen von der Straßenbahn Therese (Informationsbeamter) – Regie: Hanuš Burger (Theater der Freundschaft)
- 1966: Thorbjørn Egner: Die Räuber von Kardomomme (Barbier Sörensen) – Regie: Heiner Möbius/Horst Hawemann (Theater der Freundschaft)
- 1966: Heinz Kahlau: Ein Krug mit Oliven (Olivenhändler) – Regie: Heiner Möbius (Theater der Freundschaft)
- 1967: Johann Wolfgang von Goethe: Urfaust (Frosch) – Regie: Heiner Möbius (Theater der Freundschaft)
- 1968: Günther Deicke: Was ihr wollt (Malvolio) – Regie: Heiner Möbius (Theater der Freundschaft)